# Observatório Municipal de Campinas Jean Nicolini
O Observatório Municipal de Campinas Jean Nicolini (em convênio com o Observatório de Capricórnio até o ano de 2001) é um observatório astronômico que se localiza no distrito de Joaquim Egídio, município de Campinas.

## História
O Observatório foi inaugurado em 15 de janeiro de 1977 e recebe cerca de 12 mil visitantes e estudantes por ano.
Em 1992, foi acrescentado ao nome do Observatório o nome de Jean Nicolini (1922-1991), em memória ao entusiasta da divulgação da ciência astronômica no Brasil e fundador da sociedade civil Observatório do Capricórnio, entidade que utiliza o espaço físico do Observatório Municipal para atuação conjunta..
Possui quatro telescópios, com características distintas, sendo que o telescópio de 0,5 m é utilizado para atividade com público e escolas devido à versatilidade no manuseio..

## Localização
O Observatório está situado no Monte Urânia, na Serra das Cabras, já próximo à cidade de Morungaba, a uma altitude de 1033m. O Observatório Municipal possui um telescópio de 600mm e uma cúpula motorizada. O lugar abre somente aos domingos.
O acesso ao observatório é feito pela Rodovia José Bonifácio Coutinho Nogueira. Nas proximidades deste, para evitar prejuízo de visibilidade em razão do tráfego intenso, a rodovia não é pavimentada.

### Ficha Técnica de Localização
- Endereço: Estrada das Cabras (CAM-245) s/km, Monte Urânia, Serra das Cabras, distrito de Joaquim Egídio, Campinas, SP.
- Telefone: (19) 3298-6566
- Latitude (φ): 22º 53.59’59.9” Sul
- Longitude (λ): 46º 49.49’30” Oeste
- Elevação (h): 1.030 m
- Correspondência: Rua José Ignácio no 14, distrito de Joaquim Egídio, Campinas/SP, CEP 13108-006.[8]